# Harveys duiker
Harveys duiker (Cephalophorus harveyi) is een zoogdier uit de familie van de holhoornigen (Bovidae). De wetenschappelijke naam van de soort werd voor het eerst geldig gepubliceerd door Thomas in 1893.

## Voorkomen
De soort komt voor in Kenia, Malawi, Somalië, Tanzania en Zambia.